# Strobilanthes elongatus
Strobilanthes elongatus är en akantusväxtart som beskrevs av C. B. Cl.. Strobilanthes elongatus ingår i släktet Strobilanthes och familjen akantusväxter. Inga underarter finns listade i Catalogue of Life.